# MÜPA Húzónév
A budapesti Művészetek Palotája beszélgetéssorozata, mely az intézményben fellépő művészekkel készül. A beszélgetések videófelvétele megtekinthető a Müpa honlapján és Youtube-csatornáján.

## A beszélgetéssorozat célja
A beszélgetéssorozatot Blázy Fanny szerkesztő-műsorvezető közreműködésével hozták létre a 2021/22-es évadban fellépő művészekkel. A MÜPA-ban számos kiemelkedő magyar művész lép fel, akik a hazai előadóművészeti színtér meghatározó alakjai. Közöttük háttérben tevékenykedő alkotókat épp úgy találunk, mint reflektorfényben tündöklő, nemzetközileg elismert szólistákat. A beszélgetéssorozat a megszokott keretek közül kilépve, hosszabban és elmélyültebben kíván szólni a művészetről, sikerekről és kudarcokról, sorsfordító pillanatokról. A magyar nyelven elérhető portréinterjú vodcastjének vendégei egy-egy emblematikus, a beszélgetés során véletlenszerű sorrendben kiválasztott  zenemű, illetve felejthetetlen előadás kapcsán idézik fel pályájuk mérföldköveit, és vallanak az alkotás meghatározó momentumairól.

## A beszélgetéssorozat vendégei
A beszélgetéssorozat vendégei: Velekei László, Balázs János, Kovács János, Varga Judit, Szendrényi Éva, Boldoczki László, Gryllus Dániel és Gryllus Vilmos, Baráth Emőke, Fassang László.